# Eleanor Vere Boyle
Eleanor Vere Boyle (Escocia, 1 de mayo de 1825–Brighton, 29 de julio de 1916) fue una artista escocesa de la época victoriana cuyo trabajo consistía principalmente en ilustraciones en acuarela para libros infantiles. Estas ilustraciones fueron fuertemente influenciadas por los prerrafaelitas, siendo muy detalladas y de contenido inquietante. El amor y la muerte eran temas populares del arte prerrafaelita y algo que se puede ver en la obra de Eleanor Vere Boyle. Dante Gabriel Rossetti, el fundador de la Hermandad Prerrafaelita, incluso llamó a su trabajo "gran diseño". Sin embargo, a pesar de que fue una de las primeras mujeres artistas en ser reconocida por sus logros, no exhibía ni vendía obras con frecuencia, ya que no era aceptable dada la condición social de su familia. Así, firmó sus obras como “EVB” para oscurecer su identidad y rápidamente se convirtió en una de las ilustradoras más importantes de la década de 1860.
Eleanor Vere Boyle nació en Escocia el 1 de mayo de 1825 de Alexander Gordon de Ellon Castle, Aberdeenshire, descendiente del duque de Ancaster. Fue criada como la menor de ocho hijos en las colinas escocesas sobre el río Dee . Más tarde se mudó a Inglaterra y se casó con Richard Boyle, hijo del conde de Cork y capellán de la reina Victoria.
La fascinación de Eleanor Vere Boyle por la naturaleza influyó fuertemente en su trabajo posterior, que consistió principalmente en libros de jardinería después de la muerte de su esposo. Sin embargo, durante su vida, hasta su muerte en 1916, produjo y fue muy aclamada por su trabajo para libros infantiles. En total, Eleanor había escrito o ilustrado veintiún libros en un lapso de tiempo de cincuenta años. Todas estas obras se inspiraron en muchas cosas que fascinaban a Eleanor: la naturaleza, pero también el destino, los sueños y el agua que fluye.

## Obras principales
Su fascinación y su influencia quedaron claras en las ilustraciones que creó para May Queen del poeta Tennyson en 1852. Tales fascinaciones fueron aún más evidentes en sus ilustraciones para los cuentos de hadas de Hans Christian Andersen en 1872, que fue una de las primeras ediciones ilustradas por un inglés. Incluía doce imágenes a todo color y muchos otros dibujos lineales. Andersen tenía definitivamente un lado oscuro en muchas de sus historias. Con la habilidad de Eleanor para traducirlo a una forma visual con su propio gusto ligeramente siniestro, esta edición fue hecha para ser una de las más cohesivas entre la ilustración y la escritura. Esta cohesión estableció un nuevo estándar para la futura ilustración en el trabajo de Hans Andersen. Algunas de las ilustraciones más aclamadas de este libro incluyen: "La reina de las nieves", "Los cisnes salvajes", "El patito feo", "La sirenita", "Thumbkinetta", "El jardín del paraíso", "El compañero viajero". " (que inspiró El Hobbit de Tolkien) y "El ángel".
Tres años más tarde, Eleanor Vere Boyle creó lo que se considera una de sus mejores obras. En 1875, Eleanor creó una narración e ilustración del conocido cuento La Bella y la Bestia . Este trabajo incluye diez imágenes a todo color. Ella es más elogiada por su versión única de la Bestia. Si bien esta historia se ha ilustrado muchas veces, la versión de Eleanor Vere Boyle parece ser la primera y única que recuerda a una criatura marina con colmillos y aletas de morsa. Esto es muy diferente de la representación humanista habitual. Eleanor se aleja de todas las normalidades del personaje, careciendo de una posición erguida, rasgos faciales humanos y ropa.
Otras obras notables de Eleanor Vere Boyle son sus ilustraciones en The Story Without an End y Child's Play, así como sus ilustraciones y escritos en Ros Rosarum Ex Horto Poetarum (1885). La historia sin fin es originalmente una historia alemana de Friedrich Wilhelm Carove . Más tarde fue traducido por Sarah Austin al inglés e ilustrado por Eleanor. Por otro lado, Child's Play y Ros Rasarum Ex Horto Poetarum fueron libros de la propia Eleanor. En Child's Play, combinó canciones infantiles famosas con sus ilustraciones, y en Ros Rosarum Ex Horto Poetarum, Eleanor escribió poesía y creó ilustraciones para acompañar los escritos. Ros Rosarum Ex Horto Poetarum se traduce como "Rocío de la rosa eterna, recolectada de los jardines de los poetas de muchas tierras" en inglés. Es una de las obras más aclamadas por los académicos y se afirma que es culturalmente importante. Al estar preservado como un artefacto histórico, está abierto al dominio público en los Estados Unidos y disponible para leer aquí .
Ros Rosarum Ex Horto Poetarum tampoco es donde Eleanor Vere Boyle dejó de escribir. Cerca del final de su carrera, Eleanor Vere Boyle continuó escribiendo, el contenido se centró en la naturaleza mientras escribía e ilustraba libros de jardinería. En los últimos treinta y dos años de su vida, escribió e ilustró cuatro: Days and Hours in a Garden (1884), A Garden of Pleasure (1895), Seven Gardens and a Palace (1900) y Garden Color (1905). . El último trabajo publicado por Eleanor fue ocho años antes de su muerte: The Peacocks Pleasaunce (1908), que era una colección de doce hermosos escritos que creó (también conocidos como belles-lettres ) acompañados de ocho ilustraciones.

## Otros trabajos
- A Child's Summer (1853)
- In the Fir-Wood (1866)
- A New Child's Play (1877)
- A London Sparrow at the Colinderies (1887)
- A Midsummer-Night Dream (1887)
- Sylvana's Letters to an Unknown Friend (1900)